# Оцінка вартості інтелектуальної власності
Оцінка – це один з найважливіших аспектів у сфері фінансів, він грає ключову роль у багатьох їх областях, таких як:
- купівля/продаж,
- платоспроможність
- злиття і поглинання.

## Обґрунтування
Оцінку інтелектуальної власності розглядають, як одне із найважливіших стратегічних питань керування.
Є безліч конкретних причин і мотивів для проведення оцінки інтелектуальної власності або оцінки економічного аналізу. Наприклад, для угод, ціни і стратегічних цілей, фінансування сек'юритизації та забезпеченості, податкового планування та дотримання, а також для судових процесів підтримки.

## Потреба в оцінці вартості інтелектуальної власності
1. внесення об'єктів інтелектуальної власності при здійсненні інвестиційних чи інноваційних проектів;
2. визначення бази оподаткування в процесі купівлі/продажу об'єктів інтелектуальної власності;
3. передача об’єкта інтелектуальної власності в користування;
4. визначення вартості компанії в цілому (наприклад, разом з оцінкою вартості товарного знаку компанії);
5. поширення ринків збуту (надання франшизи);
6. визначення вартості виключних прав, які передаються на підставі ліцензійних договорів, або договору купівлі-продажу об'єктів інтелектуальної власності на право використання таких об'єктів;
7. визначення збитків, отриманих неправомірним використанням об'єктів інтелектуальної власності;
8. банкрутство підприємства в процесі його ліквідації з метою задоволення позивів кредиторів.

Розрахунки вартості об'єктів інтелектуальної власності здійснюються виключно для певних цілей і не можуть бути використані для інших.

## Фактори інтелектуальної власності
Інтелектуальна власність відіграє велике значення у широкому спектрі важливих параметрів, таких як:
- частка ринку,
- правовий захист,
- рентабельність інтелектуальної власності,
- промислові та економічні фактори,
- бар'єри для входу,
- прогнози зростання,
- нові технології.

## Підходи
Процес оцінки вимагає зібрати набагато більше інформації і глибокого розуміння щодо економіки, промисловості і конкретного бізнесу, який безпосередньо впливає на вартість інтелектуальної власності. Отже, така інформація може бути отримана від зовнішніх та (або) внутрішніх джерел. Врешті-решт, ця інформація повинна бути перетворена у фінансові моделі для оцінки фундаментальної вартості конкретного виду інтелектуальної власності. Ці види засновані на таких Міжнародних стандартах оцінки:
- Стандарти професійної практики оцінки (USPAP)
- Міжнародний комітет зі стандартів оцінки (IVSC) (50 країн)
- Система загальноприйнятих принципів бухгалтерського обліку (GAAP)
- Міжнародні стандарти фінансової звітності (IFRS)
- Стандарти фінансового обліку (FASB)

Аналітики використовують численні підходи для того, щоб досягти розумних вказівок певного значення для суб'єкта нематеріальних активів на певну дату, яку називають «дата оцінки». Найпоширеніші підходи для оцінки фундаментальної або справедливої вартості інтелектуальної власності, визначають таким чином:
1. Витратний (інвестиційний) підхід: заснований на економічному принципі заміщення. Цей принцип свідчить, що інвестор буде платити більше за актив, ніж за витрати на отримання, шляхом придбання або будівництва. Витратний підхід складно застосувати при оцінці унікальних об’єктів, що мають історичну цінність з високим відсотком фізичного зношування. До цього підходу належать п’ять методів:
1. метод фактичних затрат,
2. метод вартості заміщення,
3. метод відновлюваної вартості,
4. метод планових затрат,
5. метод коефіцієнтів.

2. Ринковий (порівняльний) підхід: заснований на економічному принципі конкуренції та рівноваги. Ці принципи показують, що фактори попиту та пропозиції будуть керувати ціною активу в точці рівноваги, як у вільному, так і в необмеженому ринку. Сутність підходу полягає в порівнянні об'єкта, що оцінюється, з аналогічними по призначенню, якості і корисності об'єктами, які були продані на цей час на аналогічному ринку. Ринковий підхід включає три методи:
1. метод ринку інтелектуальної власності,
2. метод порівняльних продаж,
3. метод експертних оцінок.

3. Дохідний (фінансовий) підхід: цей підхід оцінюється шляхом дисконтування майбутніх економічних вигод від володіння справедливою інтелектуальною власністю у відповідній ставці дисконтування. Дохідний підхід включає шість методів:
1. метод прибутку,
2. метод економічного ефекту,
3. метод «капіталізації доходу» (прибутку),
4. метод комерційної значимості,
5. метод дисконтування,
6. метод роялті.

4. Прямий підхід: заснований на поточній вартості акцій інтелектуальної власності в області інтелектуальної власності (ІВ), як частки ринку.

## До оцінки інтелектуальної власності належить визначення вартості деяких об'єктів
- комерційні та фірмові найменування, торгові марки;
- комерційні таємниці;
- художні та літературні твори;
- відеограми, фонограми, передачі організацій мовлення;
- породи тварин та сорти рослин;
- промислові зразки, винаходи та корисні моделі;
- комп'ютерні програми;
- ноу-хау;
- ділова репутація (гудвіл);
- раціоналізаторські пропозиції;
- компонування інтегральних мікросхем;
- інші об'єкти інтелектуальної власності.

## Документи, необхідні для оцінки інтелектуальної власності
1. Опис об'єкту інтелектуальної власності;
2. Опис підприємства, що використовує даний об'єкт;
3. Відомості про платежі, які підтверджують реєстрацію об'єкта інтелектуальної власності;
4. Відомості про аналоги оцінюваного об'єкту інтелектуальної власності;
5. Відомості про продаж об'єктів, проведених з використанням оцінюваного об'єкту інтелектуальної власності, а саме: фінансові показники, споживачі, конкуренти, територіальна диверсифікація продажів;
6. Відомості про витрати на створення і рекламу об'єкту інтелектуальної власності;
7. Правовстановлюючі документи (свідоцтво, патент і т.п.);
8. Бізнес-плани розвитку підприємства;
9. Маркетингові дослідження ринку.

Даний перелік носить специфічний характер і може бути скорочений або розширений після детального ознайомлення з підприємством та із завданням на оцінку інтелектуальної власності.

## Цікаві факти
1. За тарифами, правилами та умовами надання послуг правового характеру щодо реєстрації прав інтелектуальної власності[3] Міжнародної класифікації товарів і послуг (МКТП) коштує 2000 грн.
2. Методику оцінки вартості інтелектуальної власності розробляють для відповідного об'єкта під конкретного замовника, оскільки потреба у такій оцінці виникає, як правило, у зв'язку із відчуженням відповідних виключних або невиключних прав.
3. Від здійснення права власності кожен власник прагне одержати певну вигоду, при чому таке використання може приносити вигоду не лише власникові, але й користувачам.
4. Послуги з оцінки інтелектуальної власності надають відповідно до процедур, визначених чинним законодавством України на підставі договору із замовником.
5. За наслідками проведеної роботи оформляють звіт про оцінку інтелектуальної власності, що має повну юридичну силу для учасників угоди і користувачів звіту.

## Захист інтелектуальної власності
Правам інтелектуальності власності надається певна охорона. Але це стосується тільки тієї держави, де саме була здійснена реєстрація цього самого права інтелектуальної власності. В обов'язковому порядку повинні бути отримані і різні види охоронної документації.